# 小行星5806
小行星5806（英語：5806 Archieroy）是一颗围绕太阳公转的小行星。1986年1月11日，愛德華·鮑威爾在可可尼诺县发现了此天体。
这颗小行星的绝对星等为97.35660等。